# Вінницька Марія Федорівна
Марія Федорівна Вінницька (нар. 1921, село Чайковичі, Польща, тепер Самбірського району Львівської області — ?) — український радянський діяч, доярка колгоспу імені Сталіна Рудківського району Дрогобицької області. Депутат Верховної Ради УРСР 5-го скликання.

## Біографія
Народилася у бідній селянській родині. Працювала у сільському господарстві.
З кінця 1940-х років працювала дояркою, телятницею колгоспу імені Сталіна (село Чайковичі Рудківського району Дрогобицької області). У 1957 році надоїла від кожної закріпленої за нею корови по 3915 кілограмів молока, у 1958 році її показник — 3834 кілограми молока на корову.
Безпартійна. 1 березня 1959 року була обрана депутатом Верховної Ради УРСР 5-го скликання від Рудківського виборчого округу № 81 Дрогобицької області.

## Нагороди
- Орден Трудового Червоного Прапора (26.02.1958)